# Jutamass Tawoncharoen
Jutamass Tawoncharoen, auch Laphassaporn Tawoncharoen (* 21. Dezember 1981 in Bangkok), ist eine ehemalige thailändische Leichtathletin, die sich auf den Sprint spezialisiert hatte.

## Sportliche Laufbahn
Erste Erfahrungen bei internationalen Wettkämpfen sammelte Jutamass Tawoncharoen im Jahr 2001, als sie bei den Südostasienspielen in Kuala Lumpur in 44,58 s die Goldmedaille mit der thailändischen 4-mal-100-Meter-Staffel gewann. 2002 gewann sie bei den Asienspielen in Busan in 44,25 s die Silbermedaille mit der Staffel hinter dem Team aus der Volksrepublik China. Zudem gewann sie bei den Asienmeisterschaften in Colombo in 44,89 s die Bronzemedaille hinter China und Usbekistan. Im Jahr darauf schied sie bei den Asienmeisterschaften in Manila im 100-Meter-Lauf mit 11,85 s im Halbfinale aus und siegte mit der thailändischen Staffel in 44,25 s. Anschließend gewann sie bei den Südostasienspielen in Hanoi in 11,55 s die Silbermedaille über 100 Meter hinter ihrer Landsfrau Orranut Klomdee und über 200 Meter musste sie sich in 23,49 s der Vietnamesin Nguyễn Thị Tình geschlagen geben. Zudem siegte sie mit der Staffel in 44,82 s. Zwei Jahre später nahm sie an der Sommer-Universiade in Bangkok teil und wurde dort im 200-Meter-Lauf im Viertelfinale disqualifiziert. Anschließend siegte sie bei den Asienmeisterschaften im südkoreanischen Incheon in 44,18 s erneut die Goldmedaille mit der Staffel. Daraufhin gewann sie bei den Südostasienspielen in Manila in 23,97 s die Bronzemedaille über 200 Meter hinter der Myanmarerin Kay Khine Lwin und Vũ Thị Hương aus Vietnam. 2006 wurde sie beim IAAF World Cup in Athen in 44,27 s Vierte mit der Staffel, ehe sie bei den Asienspielen in Doha disqualifiziert wurde.
2007 siegte sie bei den Asienmeisterschaften in Amman in 44,31 s ihren dritten Staffelsieg in Folge und belegte anschließend bei den Studentenweltspielen in Bangkok in 23,88 s den sechsten Platz über 200 Meter und gewann mit der Staffel in 43,92 s die Silbermedaille hinter dem Team aus Finnland. Anschließend gewann sie bei den Hallenasienspielen in Macau in 3:38,25 min die Silbermedaille mit der 4-mal-400-Meter-Staffel hinter dem Team aus Kasachstan. Bei den Südostasienspielen in Nakhon Ratchasima erreichte sie über 100 Meter das Finale, konnte dort aber nicht mehr an den Start gehen. Im Jahr darauf qualifizierte sie sich für die Olympischen Spiele in Peking und schied dort im 100-Meter-Lauf mit 11,82 s in der ersten Runde aus und verpasste auch mit der Staffel mit 44,38 s den Finaleinzug. 2009 erreichte sie bei der Sommer-Universiade in Belgrad mit der Staffel in 44,47 s Rang vier und schied anschließend bei den Weltmeisterschaften in Berlin mit 44,59 s im Vorlauf aus. Anschließend gewann sie bei den Asienmeisterschaften in Guangzhou mit 44,55 s die Silbermedaille hinter dem Team aus Japan und siegte daraufhin bei den Südostasienspielen in Vientiane in 44,54 s mit der Staffel und gewann über 100 Meter in 11,74 s die Silbermedaille hinter der Vietnamesin Vũ Thị Hương, während sie über 200 Meter in 24,15 s den fünften Platz belegte. Im Jahr darauf nahm sie mit der Staffel erneut an den Asienspielen in Guangzhou teil und siegte diesmal in 44,09 s. 2011 gewann sie dann bei den Asienmeisterschaften in Kōbe in 44,62 s die Bronzemedaille hinter den Teams aus Japan und China und siegte anschließend bei den Südostasienspielen in Palembang in 23,65 s über 200 Meter, sowie in 44,40 s mit der 4-mal-100-Meter- und mit 3:41,35 min auch mit der 4-mal-400-Meter-Staffel. 2012 bestritt sie in Chiang Mai ihren letzten Wettkampf und beendete daraufhin ihre Karriere als Leichtathletin im Alter von 31 Jahren.
In den Jahren von 2004 bis 2008 wurde Tawoncharoen thailändische Meisterin im 200-Meter-Lauf.

## Persönliche Bestleistungen
- 100 Meter: 11,38 s (+0,9 m/s), 7. Dezember 2007 in Nakhon Ratchasima
  - 60 Meter (Halle): 7,69 s, 18. Februar 2004 in Tianjin
- 200 Meter: 23,64 s (−0,7 m/s), 11. September 2006 in Suphan Buri
  - 200 Meter (Halle): 24,47 s, 1. März 2005 in Tianjin (thailändischer Rekord)